# Vegetatiekartering
Vegetatiekartering  is het in kaart brengen van de vegetatie (in het algemeen: plantengemeenschappen) van bepaald gebied. 
Vegetatiekartering kan een onderdeel vormen van een milieukartering, het resultaat van een inventarisatie in een gebied, waarbij is vastgesteld uit welke componenten het gebied is samengesteld. De vegetatiekartering speelt dan een rol naast andere karteringen, zoals die van bodemtypen, landvormen, fauna, flora, ecotopen en landschapselementen, eventueel gecombineerd met een beoordeling van de natuurwaarden en de ecologische kwetsbaarheid. 
Vegetatiekartering richt zich gewoonlijk op vegetaties van zaadplanten, maar soms worden ook andere groepen betrokken bij de kartering, zoals mossen en korstmossen. Bij de karteringen eind vijftiger en in de zeventiger jaren van de epifytenwoestijn in Nederlands (door het verdwijnen van epifyten rond steden en industrieterreinen als gevolg van de luchtvervuiling, vooral door SO2) werden epifytische korstmossen en mossen betrokken.
De fauna in bepaald gebied hangt sterk samen met de aanwezige vegetatie: de vegetatiestructuur, gelaagdheid, vegetatiepatronen, seizoenaspecten. De vegetatie biedt onder andere broed- en foerageergebied en beschutting voor dieren.

## Gebruik
Vegetatiekarteringen kunnen voor verschillende doeleinden gebruikt worden. Op basis van een vegetatiekaart kan men van het gekarteerde gebied de belangrijkste bepalende milieufactoren en de geschiktheid voor verschillende functies vaststellen. Vegetatiekaarten spelen zo een rol in de ruimtelijke ordening.
Vegetatiekarteringen vormen de basisgegevens voor beheersplannen, beheertypekaarten aan de hand waarvan een beeld gevormd kan worden van de verspreiding van soorten en floristische samenstelling van de aanwezige vegetatietypen in een gebied. Bij monitoring (regelmatige herhaling van karteringen) kan duidelijk worden welke veranderingen in een terrein optreden en kan men ontwikkelingen in een (beschermd) natuurgebied volgen en het beheer beoordelen (de natuurkwaliteit).